# او. هنری
اُ. هنری (به انگلیسی: O. Henry) با نام اصلی ویلیام سیدنی پورتر، ‎(به انگلیسی: William Sydney Porter) (زاده ۱۱ سپتامبر ۱۸۶۲ - درگذشته ۵ ژوئن ۱۹۱۰) نویسنده آمریکایی بود. داستان‌های کوتاه اُ. هنری به دلیل لطافت طبع، بازی با کلمات، شخصیت‌پردازی شورانگیز و پایان هوشمندانه و غافلگیرانه معروف هستند. این نویسنده در طول عمر خود بیش از ۴۰۰ داستان کوتاه نوشت. امروزه جایزه‌ای نیز به نام او وجود دارد.
نخستین مجموعه داستان‌های کوتاه او. هنری مجموعه «چهار میلیون» با نام اصلی «The Four Million» در ۱۸۹۹ منتشر شد. وی در ادبیات آمریکا نوعی از داستان کوتاه را به وجود آورد که در آن‌ها گره‌ها و دسیسه‌ها در پایان داستان به طرزی غافلگیرانه و غیرمنتظره گشوده می‌شوند.
داستان‌های این نویسندهٔ آمریکایی معمولاً حول چهار محور زندگی شهری به ویژه نیویورک، عشق و روابط عاشقانه، زندگی در غرب در مایهٔ وسترن و طنز می‌چرخد.

## زندگی

### کودکی
پورتر به تاریخ ۱۱ سپتامبر ۱۸۶۲ در شهر گرینزبورو متولد شد. نام میانی او در زمان تولد sidney بود که در سال ۱۸۹۸ املای آن را به Sydney تغییر داد. پدر او، دکتر آلگرنون سیدنی پورتر (۱۸۲۵–۱۸۸۸) و مادر او، ماری جین ویرجینیا سواین پورتر (۱۸۳۳–۱۸۶۵) در ۲۰ آوریل ۱۸۵۸ ازدواج کردند. ویلیام سه‌ساله بود که مادرش بر اثر بیماری سل درگذشت و او به همراه پدر به خانه مادربزرگ پدری‌اش نقل مکان کردند. پورتر از زمان کودکی همواره در حال مطالعه بود و کتاب‌های فراوانی را از داستان‌های معروف گرفته تا رمان‌های کیلویی (کتاب داستانِ جلدکاغذی و پرماجرا که در اواخر قرن نوزدهم و اوایل قرن بیستم به قیمت حدود ده سنت به فروش می‌رفت) می‌خواند، اما کتاب مورد علاقه او ترجمه انگلیسی کتاب هزار و یک شب (از عربی) بود.
پورتر در سال ۱۸۷۶ از دبستانی که متعلق به عمه‌اش، اولینا ماریا پورتر بود، فارغ‌التحصیل شد و در دبیرستان لیندسی استریت ثبت‌نام کرد، اما عمه‌اش تا ۱۵ سالگی همچنان مشغول آموزش خصوصی او بود. در سال ۱۸۷۹، به عنوان دفتردار در داروخانه عمویش شروع به کار کرد و در سال ۱۸۸۱ یعنی در سن ۱۹ سالگی مجوز داروسازی دریافت نمود. همچنین او با گرته‌برداری چهره افراد مختلف در داروخانه، استعدادهای هنری ذاتی خود را به نمایش گذاشت.

### سفر به تگزاس
پورتر در ماه مارس ۱۸۸۲ همراه با دکتر جیمز کِی. هال به تگزاس رفت، با این امید که تغییر آب و هوا بتواند در درمان سینه‌درد مزمنی که به آن مبتلا شده بود، تأثیرگذار باشد. او در مزرعه پرورش گوسفندِ پسر جیمز یعنی ریچارد هال در روستای لا ساله ساکن شد و به عنوان چوپان، کارگر مزرعه، آشپز و پرستار بچه شروع به کار کرد. هم‌زمان با کار در مزرعه، با کمک چوپانان مهاجر، اندکی زبان اسپانیایی و آلمانی آموخت. او همچنین مقداری از وقت خود را به مطالعه آثار ادبی کلاسیک اختصاص داد.
وضعیت سلامت پورتر رو به بهبود گذاشت و او در سال ۱۸۸۴ به همراه ریچارد به شهر اوستین (مرکز ایالت تگزاس) سفر کرد و تصمیم گرفت همان‌جا در خانه خانواده هارلز که دوستان ریچارد بودند، بماند. پورتر ظرف چند سال، چند شغل متفاوت داشت. ابتدا به عنوان داروساز کار می‌کرد. سپس مشغول نقشه‌کشی شد. مدتی تحویلدار بانک بود و سپس به روزنامه‌نگاری روی آورد. او همچنین در کنار کار، به نویسندگی پرداخت.
او در شهر اوستین زندگی اجتماعی فعالی داشت و در گروه‌های تئاتر و موسیقی شرکت می‌کرد. پورتر خواننده و موسیقی‌دان خوبی بود. او در این دوران به نوازندگی گیتار و ماندولین پرداخت. او همچنین به عضویت گروه «هیل سیتی کوارتت» درآمد. این گروه شامل مردان جوانی بود که در گردهم‌آیی‌ها آواز می‌خواندند و زنان جوان شهر را دلشیفته خود می‌کردند.
پورتر در این دوران با دختری به نام آتول استس که در آن زمان هفده ساله و از خانواده‌ای ثروتمند بود، آشنا شد و از او خواستگاری کرد. مادر آتول به دلیل آنکه دخترش به بیماری سل مبتلا بود، با ازدواج آن دو مخالفت می‌کرد. پورتر در یکم ژوئیه ۱۸۸۷ همراه با آتول فرار کرد و به خانه دوستش به نام رورند اسموت رفت و در آنجا آن‌ها با هم ازدواج کردند.
این زوج جوان همچنان در گروه‌های موسیقی و تئاتر عضو بودند. در این دوران، آتول همسرش را به نویسندگی تشویق کرد. او در سال ۱۸۸۸ پسری به دنیا آورد که پس از تولد درگذشت. در سپتامبر ۱۸۸۹، دختر آن‌ها به نام مارگارت وورث پورتر متولد شد.
ریچارد هال، دوست پورتر به رئیس سازمان ثبت املاک غیرمنقول ایالت تگزاس منصوب شد و یک شغل در ادارات تحت ریاست خود به پورتر پیشنهاد کرد. پورتر در سال ۱۸۸۷ کارش را به عنوان نقشه‌کش با حقوق ۱۰۰ دلار در ماه در اداره ثبت املاک عمومی تگزاس شروع کرد. او در این دوران با استفاده از نقشه‌برداری و یادداشت‌های میدانی، نقشه‌ها را تهیه می‌کرد. دستمزد او برای اداره خانواده کافی بود، اما او همچنان در مجلات و روزنامه‌ها مقاله می‌نوشت.
او در اداره ثبت املاک به شخصیت‌پردازی و طراحی پلات داستان‌هایی مثل «حکومت جورجیا» (۱۹۰۰) و «دفینه» (۱۹۰۸) پرداخت. حتی ساختمان قصرمانندی که او در آن کار می‌کرد، در برخی از داستان‌های او مثل «گواهی مالکیت بِکسار شماره ۲۶۹۲» (۱۸۹۴) وجود دارد. شغل او در اداره ثبت املاک در واقع یک انتصاب سیاسی از سوی ریچارد هال بود. هال تلاش کرد تا در انتخابات ۱۸۹۰ فرماندار شود، اما شکست خورد. پورتر هم در اوایل سال ۱۸۹۱ هنگامی که فرماندار جدید مراسم تحلیف را بجا آورد، استعفا داد.
در همان سال پورتر در اولین بانک ملی شهر اوستین با همان مقدار حقوقی که در اداره ثبت املاک می‌گرفت، به عنوان تحویلدار و دفتردار شروع به کار کرد. این بانک به صورت غیررسمی کار می‌کرد و این امر مشکلاتی در موازنه حساب‌ها برای پورتر پیش می‌آورد. او در سال ۱۸۹۴ متهم به اختلاس شد و شغل خود را از دست داد، اما محاکمه نشد.
او اکنون تمام وقتش را به کار روی هفته‌نامه طنز خود به نام «رولینگ استون» می‌گذراند که کار روی آن را از زمان اشتغال در بانک آغاز کرده بود. رولینگ استون شامل مطالب طنز در مورد زندگی، افراد، سیاست و همچنین داستان‌های کوتاه‌ و طرح‌های پورتر بود. اگرچه این نشریه در نهایت به تیراژ ۱۵۰۰ نسخه رسید، اما احتمالاً به دلیل مسخره کردن و به طنز کشاندن افراد پرقدرت توسط پورتر، انتشار آن در آوریل ۱۸۹۵ متوقف شد. شاید هم به دلیل پایین بودن درآمد، پورتر دست از کار در نشریه کشید. در آن زمان، مقالات و طرح‌های او توجه سردبیر نشریه «هوستون پست» را جلب کرده بود.
پورتر و خانواده‌اش در سال ۱۸۹۵ به شهر هوستون نقل مکان کردند و او به عنوان نویسنده، کار برای نشریه هوستون پست را آغاز کرد. حقوق او فقط ۲۵ دلار در ماه بود، اما به موازات افزایش محبوبیت او، دستمزد او نیز پیوسته بالا رفت. پورتر با انتشار اطلاعیه در لابی هتل‌ها، مشاهده مردم و صحبت با آن‌ها در شهر، ایده‌هایی برای ستونی که در روزنامه می‌نوشت، جمع‌آوری می‌کرد. این تکنیکی بود که او در سراسر کار نویسندگی خود مورد استفاده قرار داد.
زمانی که او در هوستون بود، اولین بانک ملی شهر اوستین حسابرسی شد و حسابرسان فدرال با چندین مورد اختلاف و ناهم‌خوانی برخورد کردند. آن‌ها تصمیم گرفتند یک کیفرخواستِ فدرال علیه پورتر تنظیم کنند. به این ترتیب، پورتر به اتهام اختلاس در ارتباط با شغل خود در بانک دستگیر شد، اما این اتهام را نپذیرفت.

### فرار و بازگشت
ناپدری پورتر برای آزاد کردن او وثیقه گذاشت، اما روز قبل از محاکمه یعنی ششم ژوئیه ۱۸۹۶، پورتر فرار کرد. او ابتدا به شهر نیو اورلئان و سپس به کشور هندوراس رفت. وقتی در هندوراس بود، اصطلاح «جمهوری موزی» را ساخت که این اصطلاح بعدها برای اطلاق به انواع خرده‌دیکتاتوری‌های آمریکای لاتین به کار رفت.
پورتر توانست آتول و مارگارت را به اوستین بفرستد تا با والدین آتول زندگی کنند. اما متأسفانه آتول به شدت بیمار شد و نتوانست چنان‌که پورتر برنامه‌ریزی کرده بود، پورتر را در هندوراس ببیند. وقتی پورتر متوجه شد که همسرش در حال مرگ است، در فوریه ۱۸۹۷ به اوستین بازگشت. او خود را به دادگاه تسلیم کرد و در انتظار دادگاه فرجام ماند. یک بار دیگر ناپدری پورتر برای آزادی او وثیقه گذاشت تا پورتر بتواند در کنار همسر و دخترش باشد.
آتول اِستِس پورتر در ۲۵ ژوئیه ۱۸۹۷ بر اثر بیماری سل درگذشت. پورتر که در دادگاه نتوانست دفاعی شایسته از خود کند، در فوریه ۱۸۹۸ به اتهام اختلاس، مجرم شناخته شد و به پنج سال زندان محکوم گردید. او در ۲۵ مارس ۱۸۹۸ به عنوان زندانی فدرال شماره ۳۰۶۶۴ در ندامتگاهِ اوهایو در شهر کلمبوس زندانی شد. پورتر که مجوز داروسازی داشت به عنوان داروفروشِ شیفتِ شب در بیمارستان زندان کار می‌کرد. پورتر دارای اتاق مخصوص به خود در بخش بیمارستان بود .
او در همان دوران زندان، چهارده داستان با نام‌های مستعار چاپ کرد که «اُ. هنری» معروف‌ترین این نام‌ها بود. این نام مستعار اولین بار در داستان «جوراب کریسمس ویسلینگ دیک» در یکی از شماره‌های مجله مک‌کلورز که در ماه دسامبر ۱۸۹۹ چاپ شد، به کار رفت. یکی از دوستان پورتر در نیواورلئان، داستان‌های او را برای ناشران می‌فرستاد، به‌طوری‌که آن‌ها نمی‌دانستند نویسنده داستان‌ها زندانی است. پورتر در ۲۴ ژوئیه ۱۹۰۱ پس از سه سال زندان، به دلیل خوش‌رفتاری در زندان، آزاد شد.
پورتر دوباره زندگی خود را با دخترش مارگارت که اکنون ۱۲ ساله بود در شهر پیتسبورگ ایالت پنسیلوانیا آغاز کرد. خانواده آتول پس از محکومیت پورتر، به این شهر نقل مکان کرده بودند. هیچ‌گاه به مارگارت گفته نشد که پدرش در زندان به‌سر می‌برده و او گمان می‌کرد پدرش طی این مدت مشغول انجام مأموریت بوده‌است.

### اوج فعالیت و محبوبیت
فعال‌ترین دوره نویسندگی پورتر در سال ۱۹۰۲ آغاز شد، یعنی زمانی که به شهر نیویورک نقل مکان کرد تا به ناشران نزدیک‌تر باشد. او در این دوره ۳۸۱ داستان کوتاه نوشت. او در طول یک سال، هر هفته یک داستان برای مجله وورلدساندیِ نیویورک می‌نوشت. خوانندگان او، شخصیت‌پردازی و پیچیدگی پلات‌های او را تحسین می‌کردند، اما منتقدان آن‌ها را به باد انتقاد می‌گرفتند. با این وجود او به تدریج در سایر کشورها هم معروف شد و اکنون نیز به دلیل معرفی داستان کوتاه به عنوان یک پدیده هنری ادبی، مورد تمجید قرار می‌گیرد.
پورتر در سال ۱۹۰۷ با معشوقه دوران نوجوانی‌اش، سارا (سالی) لیدسی کولمن ازدواج کرد. او سارا را طی یک سفر به ایالت مادری خود، کارولینای شمالی، ملاقات کرد. با این حال، با وجود موفقیت داستان‌های کوتاه او که در مجلات و کتاب‌های مجموعه داستان چاپ می‌شدند (یا احتمالاً به خاطر فشاری که موفقیت به همراه دارد)، پورتر به می‌خوارگی روی آورد.
او در سال ۱۹۰۸ به تدریج سلامتی‌اش را از دست داد. سارا در سال ۱۹۰۹ او را ترک کرد و پورتر در ۵ ژوئن ۱۹۱۰ به دلیل بیماری کبد، عوارض بیماری قند و همچنین ناراحتی قلبی درگذشت. او پس از انجام مراسم سوگواری، در گورستان ریورساید در شهر آشویلِ ایالت کارولینای شمالی به خاک سپرده شد. دخترش مارگارت نیز در سال ۱۹۲۷ درگذشت و کنار پدر جای گرفت.

## داستان‌ها
داستان‌های اُ. هنری به دلیل پایان غافلگیرانه معروف هستند، تا حدی که اصولاً این نوع پایان را «پایانِ نوع اُ. هنری» می‌نامند. صاحبنظران گاهی او را پاسخ آمریکا به «گی دو مو پاسان»، نویسنده فرانسوی می‌دانند، زیرا هر دوی آن‌ها در داستان‌های خود از پایان‌های ناگهانی و غافلگیرانه استفاده کرده‌اند، اما داستان‌های اُ. هنری بسیار شورانگیزتر و خوش‌بینانه‌تر هستند.
بیشتر داستان‌های اُ. هنری در عصری که اُ. هنری در آن می‌زیست یعنی سال‌های اول قرن بیستم اتفاق می‌افتند. بسیاری از این داستان‌ها در شهر نیویورک رخ می‌دهند و بیشتر به مردم عادی از قبیل کارمندان، مأموران پلیس، پیشخدمت‌ها و … می‌پردازند. داستان‌های او همچنین به دلیل روایت شوخ‌طبعانه معروف هستند.
آثار اُ. هنری از آنجا که اساساً محصول زمانه خود هستند، از بهترین نمونه‌های ادبیات انگلیسی به‌شمار می‌روند که تصویری کامل از یک عصر و دوره تاریخی به دست می‌دهند. اُ. هنری که حتی هنگام قدم زدن در چراگاه‌های تگزاس یا شنیدن ماجرای حقه‌بازی «یک رشوه‌خوار محترم» یا تحقیق دربارهٔ تنش‌های بین طبقات و نظام توزیع ثروت در نیویورکِ آغاز قرن بیستم، به داستان‌هایش فکر می‌کرد، توانایی بی‌نظیری در برجسته‌سازی عناصر خاصی از لایه‌های زیرین جامعه و شاخ و برگ دادن به آن با استفاده از زیبایی و ایجاز زبانی داشت.
برخی از بهترین آثار او که چندان شناخته شده نیستند، در مجموعه داستانی به نام «کلم‌ها و پادشاه‌ها» جمع‌آوری شده‌است. هر کدام از داستان‌ها جنبه‌ای شخصی و فردی از زندگی را در شهری خاموش و بی‌جنب و جوش در آمریکای مرکزی روایت می‌کند. در عین حال هر داستان بخشی از یک پلات بزرگ‌تر است و تمام داستان‌ها در چارچوبِ ساختاری پیچیده با هم ارتباط دارند. پس‌زمینه این پلاتِ بزرگ‌تر به تدریج روشن‌تر می‌شود و تمام قسمت‌های شهر در داستان مورد توصیف و تشریح قرار می‌گیرد. این داستان یکی از مفصل‌ترین ابتکارات ادبی آن دوره است.
«چهار میلیون» نام یکی دیگر از مجموعه داستان‌های پورتر است. داستان با اشاره به این گفته «وارْدْ مک‌آلیستر» آغاز می‌شود که: «فقط چهارصد نفر در شهر نیویورک بودند که واقعاً ارزش توجه داشتند.» در این داستان آمده‌است «اما مردی خردمندتر از نیویورک برخاست -آمارگیر- و توجه بیشتر او به کرامت انسانی و سرشماری چهار میلیون نفر (اهالی نیویورک) توسط او در تعیین پس‌زمینه داستان‌های کوتاه «چهار میلیون» تأثیرگذار بوده‌است.» از نگاه اُ. هنری، تمام انسان‌ها در شهر نیویورک ارزش توجه داشتند. او دلبستگی خاصی به شهر نیویورک داشت. او شهر نیویورک را «بغداد در زیرگذر» می‌نامد و بسیاری از داستان‌هایش در این مکان رخ می‌دهند- اما داستان‌های دیگر در سایر شهرهای بزرگ و کوچک اتفاق می‌افتند.
برخی از داستان‌های او عبارت‌اند از:
- «گزارش شهرداری»: این داستان با نقل قولی از فرانک نوریس آغاز می‌شود: «هیچ‌وقت نمی‌شود رمانی دربارهٔ شیکاگو یا شهر بوفالو (در ایالت نیویورک) یا مثلاً شهر نشویل در ایالت تنسی نوشت! فقط سه شهر بزرگ در ایالات متحده هستند که «شهر داستانی» به‌شمار می‌روند- نیویورک، نیو اورلئان و بهترین آنها، سان فرانسیسکو». اُ. هنری با نوعی دهن‌کجی به نوریس، مکان داستان خود را شهر نشویل قرار داده‌است.
- «هدیه مغان»: دربارهٔ زوج جوانی است که پول زیادی در اختیار ندارند، اما نومیدانه تلاش می‌کنند برای یکدیگر هدیه کریسمس بخرند. دلا بدون اطلاعِ جیم، ارزشمندترین دارایی خود یعنی موهای زیبایش را می‌فروشد تا زنجیری از جنس پلاتین برای ساعت جیم بخرد؛ از سوی دیگر، جیم هم بدون اطلاعِ دلا، ارزشمندترین دارایی خود یعنی ساعتش را می‌فروشد تا دو شانه جواهرنشان برای موهای زیبای دلا بخرد. از هنگام نگارش این داستان در قرن بیستم، ماجرای آن بارها مورد تقلید، اقتباس، بازنویسی یا بازگویی قرار گرفته‌است.
- «باج رئیس قرمز»: در این داستان، دو مرد یک پسربچه ده‌ساله را می‌دزدند. پسربچه آنقدر بی‌ادب و بداخلاق است که در نهایت آن دو مرد از روی ناچاری ۲۵۰ دلار به پدر او می‌پردازند تا پسرش را پس بگیرد.
- «پلیس و سرود کلیسا»: شخصیت اول داستان، مردی ولگرد در شهر نیویورک به نام سوپی است. او برای آنکه یک شب سرد زمستانی را در خیابان نخوابد، تلاش می‌کند تا دستگیر شود و شب را مهمان زندان شهر باشد. او با وجود تلاش‌هایش در دله‌دزدی، تخریب اموال عمومی، آشوب‌گری و لاس زدن با یک فاحشه جوان، نمی‌تواند توجه پلیس را جلب کند. او نومیدانه جلوی یک کلیسا می‌ایستد. سرودی مذهبی که در کلیسا پخش می‌شود، روی او تأثیر می‌گذارد و او تشویق می‌شود زندگی جدید و پاکی را آغاز کند- اتفاقاً او در همین لحظه دستگیر می‌شود و بلافاصله به اتهام ولگردی به سه ماه زندان محکوم می‌گردد، یعنی دقیقاً همان چیزی که از اول به دنبال آن بود.
- داستان «اصلاح دوباره» سرگذشتِ یک سارق حرفه‌ای گاوصندوق به نام جیمی ولنتاین را روایت می‌کند که اخیراً از زندان آزاد شده‌است. او به یک بانک می‌رود تا پیش از سرقت، سر و گوشی آب بدهد و ببیند بانک برای سرقت مناسب هست یا خیر. زمانی که از در بانک وارد می‌شود، چشمش به دختر زیبای بانکدار می‌افتد. آن‌ها ناگهان عاشق یکدیگر می‌شوند و ولنتاین تصمیم می‌گیرد کار خلاف را کنار بگذارد. او در همان شهر ساکن می‌گردد و با نامِ جعلیِ رالف اسپنسر مشغول کار کفاشی می‌شود. درست زمانی که تصمیم گرفته‌است پیش یکی از همکاران قدیمی‌اش برود و ابزارِ حرفه‌ایِ سرقت از گاوصندوق را به او بدهد، یک کلانتر که او را می‌شناسد، وارد بانک می‌شود. جیمی و خانواده نامزدش در بانک و در حال بررسی یک گاوصندوق جدید هستند. ناگهان یک کودک به‌طور تصادفی وارد گاوصندوقِ هوابندی‌شده می‌شود. ولنتاین با اینکه می‌داند با بازکردن گاوصندوق، لو خواهد رفت و ممکن است سرنوشتش تغییر کند، گاوصندوق را باز می‌کند تا کودک را نجات دهد. با این حال، کلانتر از دستگیر کردن او خودداری می‌کند.
- «پس از بیست سال» نام داستانی است که در یکی از خیابان‌های تاریک نیویورک رخ می‌دهد و شخصیت اول آن، مردی به نام «بابِ ابریشمی» است. او بر اساس قراری که بیست سال قبل با دوستش، جیمی گذاشته‌است، برای ملاقات با او به یک رستوران می‌رود. یک مأمور پلیس که مشغول گشت‌زنی است، از او می‌پرسد که در رستوران چه می‌کند. باب توضیح می‌دهد که چرا به رستوران آمده و مأمور پلیس رستوران را ترک می‌کند. مدتی بعد، یک مأمور دیگر وارد رستوران می‌شود و باب را دستگیر می‌کند. او همچنین یک یادداشت به باب می‌دهد که در آن، مأمور اول توضیح داده‌است که همان جیمی یعنی دوست باب است. او برای ملاقات با باب به رستوران می‌رود، اما وقتی باب را می‌بیند، متوجه می‌شود او یکی از مجرمان تحت تعقیب است. جیمی که نمی‌خواسته خودش دوست قدیمی‌اش را دستگیر کند، مأمور دیگری را برای دستگیری فرستاده‌است.
- «تبریک فصل» روایت‌گرِ بدشانسی چند شخصیت در ایام کریسمس است.

## نام مستعار
پورتر توضیحات متفاوتی دربارهٔ دلیل انتخاب نام اُ. هنری به عنوان نام مستعار ارائه داده‌است. او در سال ۱۹۰۹ با نشریه نیویورک تایمز مصاحبه کرد و توضیح داد که:
آن زمان که در نیواورلئان بودم، نام مستعار اُ. هنری را انتخاب کردم. به یکی از دوستانم گفتم «می‌خواهم نوشته‌هایم را چاپ کنم. اما نمی‌دانم تا چه حد با اقبال مواجه شوند. به همین دلیل می‌خواهم یک نام مستعار ادبی داشته باشم. کمکم کن تا یک نام مستعار خوب انتخاب کنم.» او پیشنهاد داد که یک روزنامه را نگاه کنیم و از لیست افراد سرشناس که در آن پیدا کردیم، یک اسم انتخاب کنیم. در قسمت اجتماعی روزنامه، لیست افراد سرشناسی که به یک مهمانی دعوت شده بودند، وجود داشت. دوستم گفت «اینجا افراد سرشناس را پیدا می‌کنیم». ما به لیست نگاه کردیم و چشمان من به اسم هنری که رسید، برق زد. گفتم «هنری برای نام خانوادگی مناسب است، اما برای اسم کوچک، نامی کوتاه می‌خواهم. هیچ‌کدام از نام‌های سه‌هجایی که می‌گویی، خوب نیستند.» او پرسید «اگر اینطور است، پس چرا از یک حرف ساده استفاده نمی‌کنی که ابتدای یک کلمه باشد؟» گفتم «خوب است. نوشتن اُ (O) از همه حروف ساده‌تر است. پس این حرف را انتخاب می‌کنم.» روزی نامه‌ای از دفتر یک روزنامه به دستم رسید که از من خواسته بود توضیح دهم «اُ» اول چه کلمه‌ایست. من پاسخ دادم «اُ ابتدای اولیویه، یعنی همان تلفظ فرانسویِ کلمه اولیور است.» و پس از آن چند داستان کوتاه من در آن روزنامه به نام اولیویه هنری چاپ شد.
گایگی دَوِنپورت، نویسنده و استاد دانشگاه توضیح دیگری ارائه می‌دهد «نام مستعاری که پورتر در زندان برای خودش انتخاب کرد، از دو حرف اول Ohio (اوهایو) و همچنین دومین حرف و دو حرف آخرِ کلمه penitentiary (به معنای ندامتگاه) تشکیل شده‌است».

## یادبودها
- جایزه اُ. هنری، جایزه‌ای نفیس است که هر سال به داستان‌های کوتاه برجسته اعطا می‌شود.
- اُ. هنری در روسیه یک نام عادی است، زیرا ترجمه‌هایی دقیق و روان از کتاب‌های پورتر به زبان روسی وجود دارد و بر اساس برخی از داستان‌های او، فیلم‌های محبوبی ساخته شده‌است که احتمالاً معروف‌ترین آن‌ها «باج رئیس قرمز» است. عبارت «بولیوار نمی‌تواند دو کار را با هم انجام دهد» در داستان «راه‌هایی که از آن‌ها می‌گذریم» به یک ضرب‌المثل روسی تبدیل شده‌است که البته بسیاری از مردم روسیه، حتی منشأ آن را نمی‌دانند.
- در سال ۱۹۵۲، فیلمی بر اساس پنج داستان از پورتر به نام خانه پر او. هنری ساخته شد. فیلم‌نامه این فیلم که با استقبال شدید مواجه شد، بر اساس داستان «پلیس و سرود کلیسا» نوشته شده‌است و چارلز لافتون و ماریلین مونرو بازیگران آن هستند. داستان‌های دیگر که در فیلم‌نامه آمده‌اند، عبارتند از «صدای پرطنین»، آخرین برگ، «باج رئیس قرمز» (با بازی فرد آلن و اسکار لونت) و هدیه مغان.
- نمایشنامه «براودوی در سایه‌ها» که بر اساس داستان‌های اُ. هنری نوشته شده‌است، در ۱۰ اکتبر ۲۰۰۶ در سالن تئاتر آرکولا در لندن به روی پرده رفت.
- در زمان ریاست جمهوری وودرو ویلسون، دوایت آیزنهاور و رونالد ریگان، تلاش‌هایی جهت اعلام عفو ریاست جمهوری (برای جرایم پورتر) صورت گرفت. اما این تلاش‌ها هر بار با این پاسخ مواجه شدند که وزارت دادگستری پس از مرگِ مجرم، [از ریاست جمهوری] تقاضای عفو نمی‌کند.
- خانه‌ای که پورتر از سال ۱۸۹۳ تا ۱۸۹۵ در شهر اوستین اجاره کرده بود، در سال ۱۹۳۰ از مکان اصلی خود برداشته شد و مورد مرمت قرار گرفت. این خانه در سال ۱۹۳۴ به موزه اُ. هنری تبدیل شد. خانه پورتر در سازمان ملی ثبت آثار تاریخی ثبت شده‌است.
- «مسابقات قهرمانی بین‌المللی اُ. هنری» از ۱۹۷۷ به بعد، ماه مهِ هر سال به میزبانی موزه اُ. هنری در شهر اوستین برگزار می‌شود.
- دبیرستانی به نام اُ. هنری در شهر اوستین وجود دارد.
- دبستانی به نام اُ. هنری در شهر گارلند ایالت تگزاس وجود دارد.
- بخشی از بزرگراه شماره ۲۹ ایالات متحده در شهر گرین‌بورو در ایالت کارولینای شمالی به نام بلوار اُ. هنری ثبت شده‌است.
- دو هتل به نام اُ. هنری وجود دارد: هتل اُ. هنری که قبلاً در خیابان اِلمِ شمالی در شهر گرین‌بورو قرار داشت و همچنین هتل کنونیِ اُ. هنری.

## نقل قول‌ها
- در هر چیزی، داستانی وجود دارد. من برخی از بهترین ایده‌های داستان‌هایم را از نیمکت پارک‌ها، تیرهای چراغ برق و دکه‌های روزنامه‌فروشی گرفته‌ام.

## پورتر در داستان‌های تخیلی
- ویلیام سیدنی پورتر، شخصیت اصلی رمانی به نام «پیچی در انتها: رمانِ اُ. هنری» نوشته استون سیلور است.

## ترجمه‌ها به فارسی
مجموعه‌هایی از داستان‌های او تحت عناوین زیر تاکنون به فارسی درآمده‌است:
- نان زنان افسونگر
- ستاره و عقاب
- آخرین خنیاگر
- اختیارات
- قلب مغرب
- آواز شهر
- راه‌های سرنوشت
- چرخ و فلک
- پز عالی